# Microhyla annamensis
Microhyla annamensis är en groddjursart som beskrevs av Smith 1923. Microhyla annamensis ingår i släktet Microhyla och familjen Microhylidae. IUCN kategoriserar arten globalt som livskraftig. Inga underarter finns listade i Catalogue of Life.